# Nyctibatrachus
Nyctibatrachus là một chi động vật lưỡng cư trong họ Nyctibatrachidae, thuộc bộ Anura. Chi này có 14 loài và 64% bị đe dọa hoặc tuyệt chủng.

## Danh sách loài
- Nyctibatrachus acanthodermis Biju, Van Bocxlaer, Mahony, Dinesh, Radhakrishnan, Zachariah, Giri & Bossuyt, 2011[2]
- Nyctibatrachus aliciae Inger, Shaffer, Koshy & Bakde, 1984
- Nyctibatrachus anamallaiensis (Myers, 1942)
- Nyctibatrachus beddomii (Boulenger, 1882)
- Nyctibatrachus danieli Biju, Van Bocxlaer, Mahony, Dinesh, Radhakrishnan, Zachariah, Giri & Bossuyt, 2011[2]
- Nyctibatrachus dattatreyaensis Dinesh, Radhakrishnan & Bhatta, 2008
- Nyctibatrachus deccanensis Dubois, 1984
- Nyctibatrachus deveni Biju, Van Bocxlaer, Mahony, Dinesh, Radhakrishnan, Zachariah, Giri & Bossuyt, 2011[2]
- Nyctibatrachus gavi Biju, Van Bocxlaer, Mahony, Dinesh, Radhakrishnan, Zachariah, Giri & Bossuyt, 2011[2]
- Nyctibatrachus grandis Biju, Van Bocxlaer, Mahony, Dinesh, Radhakrishnan, Zachariah, Giri & Bossuyt, 2011[2]
- Nyctibatrachus humayuni Bhaduri & Kripalani, 1955
- Nyctibatrachus indraneili Biju, Van Bocxlaer, Mahony, Dinesh, Radhakrishnan, Zachariah, Giri & Bossuyt, 2011[2]
- Nyctibatrachus jog Biju, Van Bocxlaer, Mahony, Dinesh, Radhakrishnan, Zachariah, Giri & Bossuyt, 2011[2]
- Nyctibatrachus karnatakaensis Dinesh, Radhakrishnan, Reddy & Gururaja, 2007[3] (N. hussaini Krishnamurthy, Reddy and Gururaja, 2001)
- Nyctibatrachus kempholeyensis Rao, 1937
- Nyctibatrachus major Boulenger, 1882
- Nyctibatrachus minimus Biju, Van Bocxlaer, Giri, Roelants, Nagaraju & Bossuyt, 2007
- Nyctibatrachus minor Inger, Shaffer, Koshy & Bakde, 1984
- Nyctibatrachus periyar Biju, Van Bocxlaer, Mahony, Dinesh, Radhakrishnan, Zachariah, Giri & Bossuyt, 2011[2]
- Nyctibatrachus petraeus Das & Kunte, 2005
- Nyctibatrachus pillaii Biju, Van Bocxlaer, Mahony, Dinesh, Radhakrishnan, Zachariah, Giri & Bossuyt, 2011[2]
- Nyctibatrachus poocha Biju, Van Bocxlaer, Mahony, Dinesh, Radhakrishnan, Zachariah, Giri & Bossuyt, 2011[2]
- Nyctibatrachus sanctipalustris Rao, 1920
- Nyctibatrachus shiradi Biju, Van Bocxlaer, Mahony, Dinesh, Radhakrishnan, Zachariah, Giri & Bossuyt, 2011[2]
- Nyctibatrachus sholai Radhakrishnan, Dinesh & Ravichandran, 2007
- Nyctibatrachus sylvaticus Rao, 1937
- Nyctibatrachus vasanthi Ravichandran, 1997
- Nyctibatrachus vrijeuni Biju, Van Bocxlaer, Mahony, Dinesh, Radhakrishnan, Zachariah, Giri & Bossuyt, 2011[2]

## Hình ảnh

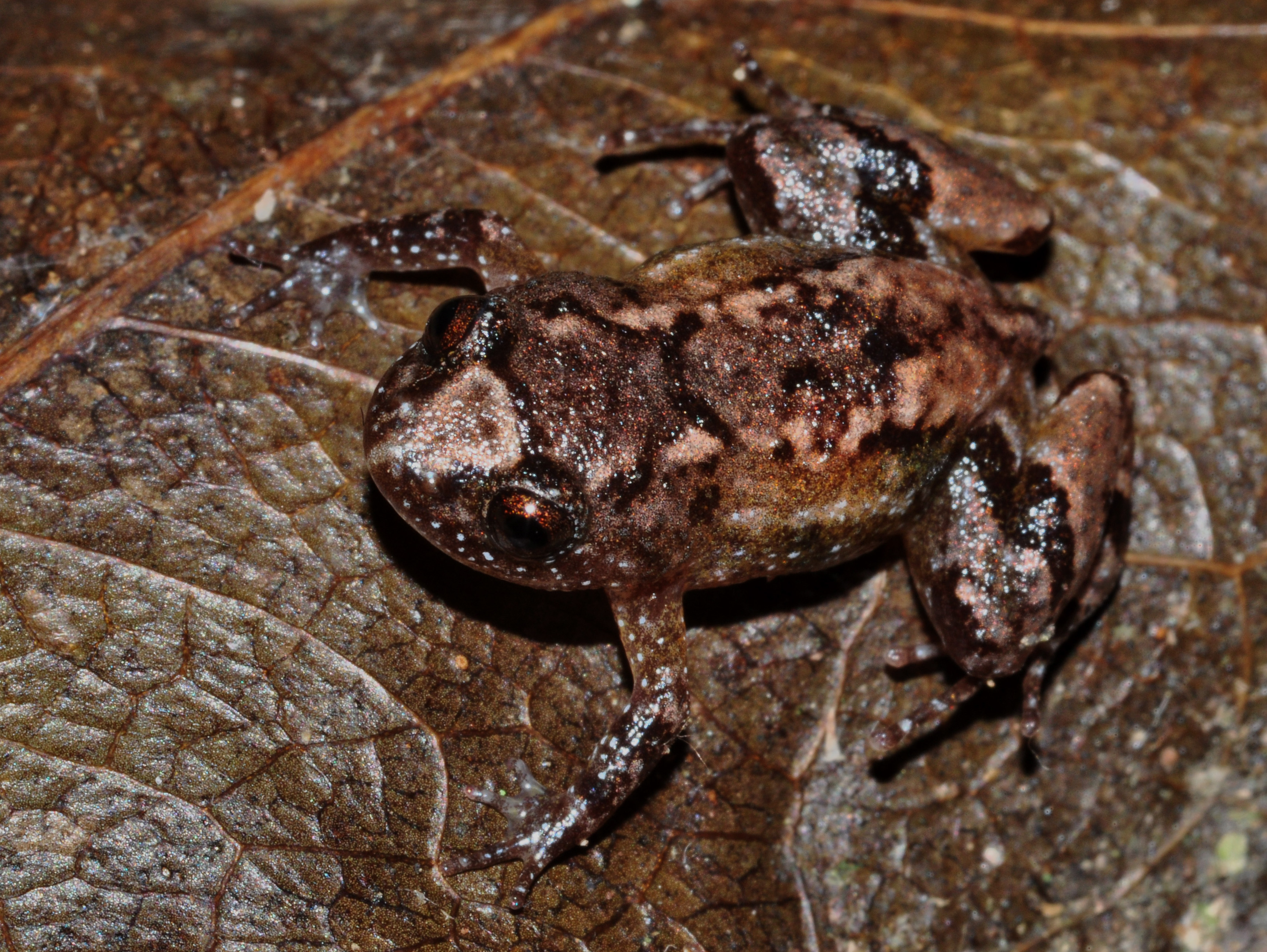